# 209. poljska artilerijska brigada (ZDA)
209. poljska artilerijska brigada (izvirno angleško 209th Field Artillery Brigade) je bila poljska artilerijska brigada Kopenske vojske Združenih držav Amerike.